# Лівицька Марія Варфоломіївна
Марія Варфоломіївна Лівицька, до шлюбу Ткаченко (9 квітня 1879, Жмеринка — 16 серпня 1971, Йонкерс) — українська письменниця-мемуаристка, громадська діячка та феміністка. Очолювала Союз українок у Польщі. Дружина президента Української Народної Республіки в екзилі Андрія Лівицького.

## Життєпис
Народилася 9 квітня 1879 року в місті Жмеринці Подільської губернії. Батько — Ткаченко Варфоломій Семенович. Близько двох років залишилася сиротою без матері. Виховувалася мачухою.
Закінчила Фундуклеївську жіночу гімназію у Києві (1897) року. Працювала приватною вчителькою в (1898–1899) роках, займалася громадською та партійною діяльністю. Завдяки знайомству з революційним активістом Андрієм Лівицьким стала членкинею РУП, УСДРП, познайомилася з її активістами Миколою Міхновським, Миколою Поршем. Була членкмнею київської студентської громади, до якої входили Дмитро Антонович, Володимир Винниченко, Олександр Скоропис-Йолтухівський, Андрій Лівицький, Людмила Старицька-Черняхівська, Марія Грінченко та ін.
15 липня 1900 року обвінчалася з Андрієм Лівицьким. Обряд відбувся в церкві Івана Богослова села Володіївці, що розташоване неподалік станції Копай і міста Бар Подільської губернії. Обряд проводив місцевий священник Іван Крижанівський, одружений з сестрою Марії Ткаченко — Неонілою. Вона й фінансувала торжество, оскільки батьки нареченого, дворяни села Ліпляве Золотоніського повіту Полтавської губернії, відмовилися благословити шлюб сина-революціонера, якого переслідувало жандармське управління, з такою ж, як і він, бунтівницею.
Марія Лівицька брала активну участь у діяльності Української жіночої громади, в революційних подіях 1905–1907 років. У 1920 році виїхала до Варшави, де очолювала Союз українських емігранток у Польській республіці. Наприкінці Другої світової війни перебралася до Німеччини, мешкала у Карлсруе, Етлінґені. Від 1957 року — в США.
Померла 16 серпня 1971 р. у Йонкерсі (Нью-Йорк).

## Творчість
Авторка спогадів «На грані двох епох» (Нью-Йорк, 1972)., в яких детально описала родинні зв'язки полтавських дворян Лівицьких, характери, смаки та переконання членів родини, побутову атмосферу, умови життя на тлі історичних подій, що відбувалися в Україні у перші роки ХХ століття. Розглядає особисте життя письменників, державних і громадсько-політичних діячів, зокрема Володимира Винниченка, Павла Крата, Миколу Міхновського, Миколу Порша, Бориса Мартоса, Володимира Дорошенка, Володимира Шемета, в динаміці розкриває їхні образи, характери, побут, літературні смаки, уподобання. Цікаво передала дитячі роки та навчання своїх дітей Наталії та Миколи.

## Родина

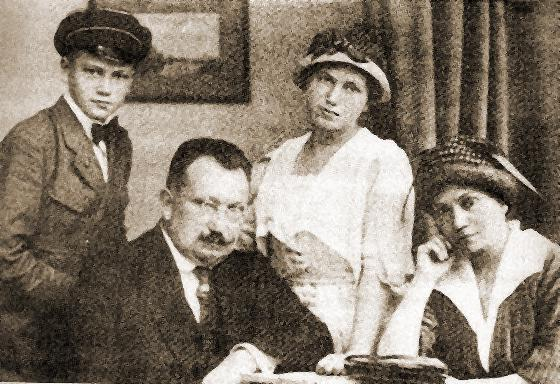
Марія Ліви́цька з родиною. Варшава. 1920

- Чоловік — Лівицький Андрій Миколайович;
- Донька — Лівицька-Холодна Наталя Андріївна, поетеса;
- Син — Лівицький Микола Андрійович.